# NGC 7679

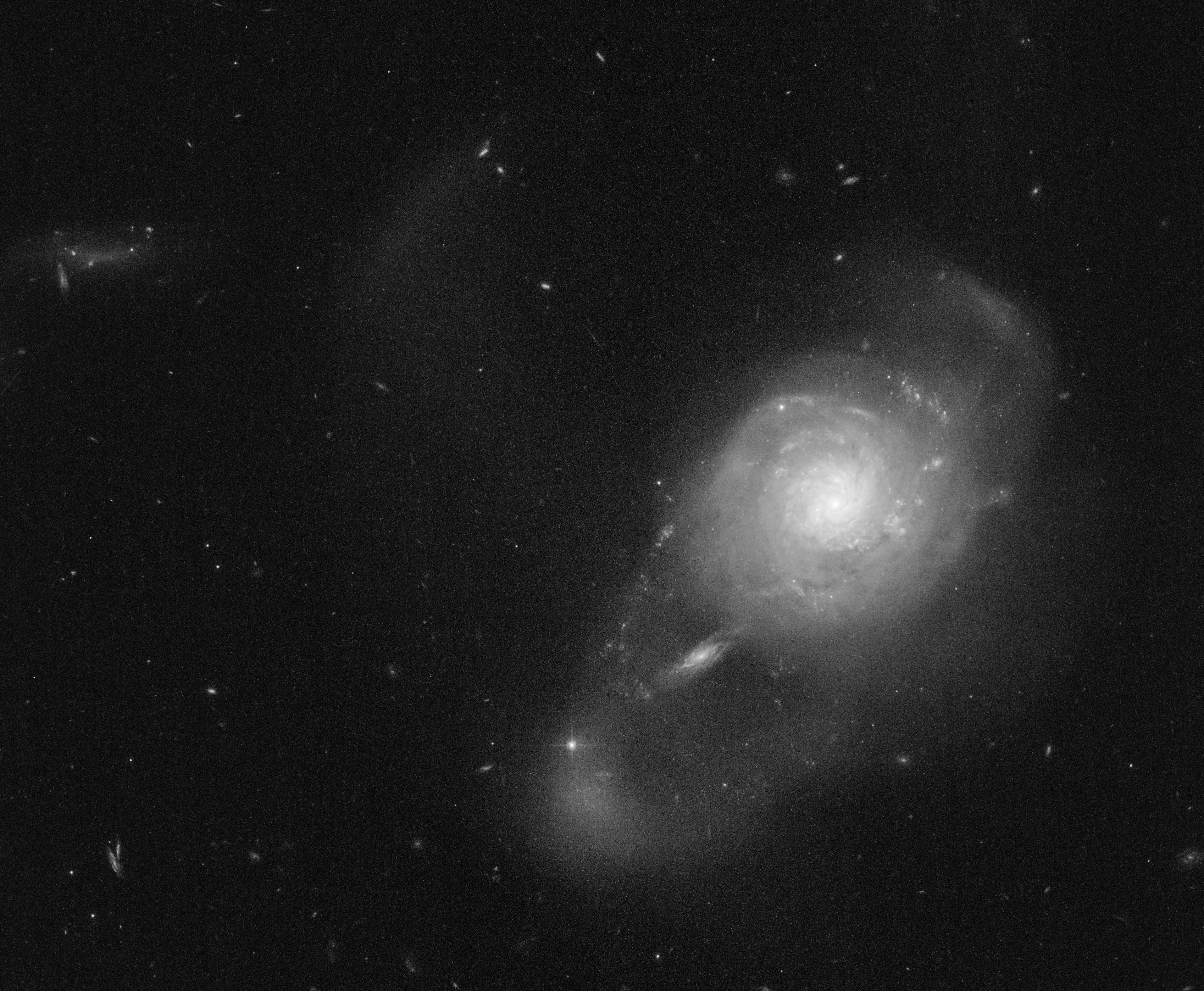
NGC 7679 selon les données du télescope spatial Hubble (traitement des données par Judy Schmidt).

NGC 7679 est une galaxie lenticulaire particulière et barrée. Elle est située dans la constellation des Poissons. NGC 7679 a été découverte par l'astronome prussien Heinrich Louis d'Arrest en 1864. Elle fut également découverte indépendamment par l'astronome allemand Albert Marth, un mois jour pour jour après celle D'Arrest.

## Caractéristiques
NGC 7679 présente une large raie HI et renferme des régions d'hydrogène ionisé (HII). De plus, elle est aussi une galaxie active de type Seyfert 2, une galaxie à sursauts de formation d'étoiles.

### Distance
Sa vitesse par rapport au fond diffus cosmologique est de 4 773 ± 26 km/s, ce qui correspond à une distance de Hubble de 70,4 ± 4,9 Mpc (∼230 millions d'al).
À ce jour, trois mesures non basées sur le décalage vers le rouge (redshift) donnent une distance de 58,633 ± 3,308 Mpc (∼191 millions d'al), ce qui est à l'extérieur des valeurs de la distance de Hubble.

### Émission de radiation ultraviolette
NGC 7679 figure également dans le catalogue de galaxies de Markarian sous la cote MRK 534 (MK 534).

### Galaxie lumineuse dans l'infrarouge
NGC 7679 une galaxie lumineuse en infrarouge (LIRG). Selon Sanders et ses collègues, la luminosité de la NGC 7679 dans l'infrarouge lointain (de 40 à 400 µm) est égale à 7,59 × 1010 {\displaystyle L_{\odot }} (1010,88{\displaystyle L_{\odot }}) et sa luminosité totale dans l'infrarouge (de 8 à 1 000 µm) est de 1,12 × 1011 {\displaystyle L_{\odot }} (1011,05{\displaystyle L_{\odot }}).

## Paire de galaxies

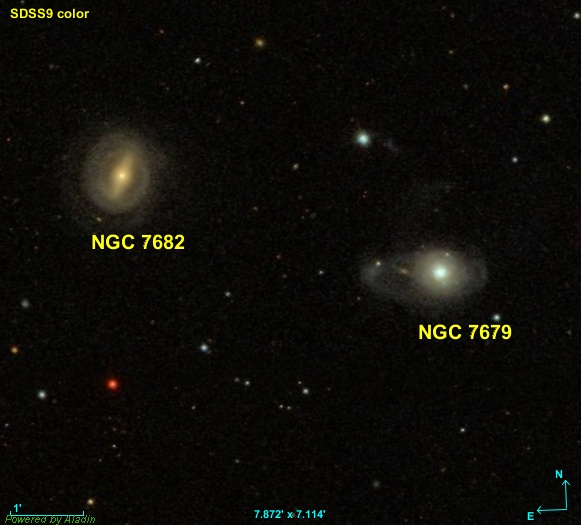
Arp 216, une paire de galaxies en interaction NGC 7679 et NGC 7682.

NGC 7679 forme une paire de galaxies en interaction gravitationnelle avec NGC 7682,,. La paire figure dans l'atlas des galaxies particulières d'Halton Arp sous la cote Arp 216. Arp mentionne que la spirale pertubée (NGC 7682) présene au nord des taches que c'est une galaxie à émission forte.

### Interaction avec NGC 7682
Une étude publiée en 2006 mentionne la présence d'un pont d'hydrogène neutre (HI) reliant NGC 7679 à sa voisine, NGC 7682. On pense que les deux galaxies ont vraisemblablement connues une rencontre rapprochée il y a environ 500 millions d'années, responsable de la morphologie particulière de NGC 7679 et de l'activité de son noyau,.